# Rainer Braun (Sportjournalist)

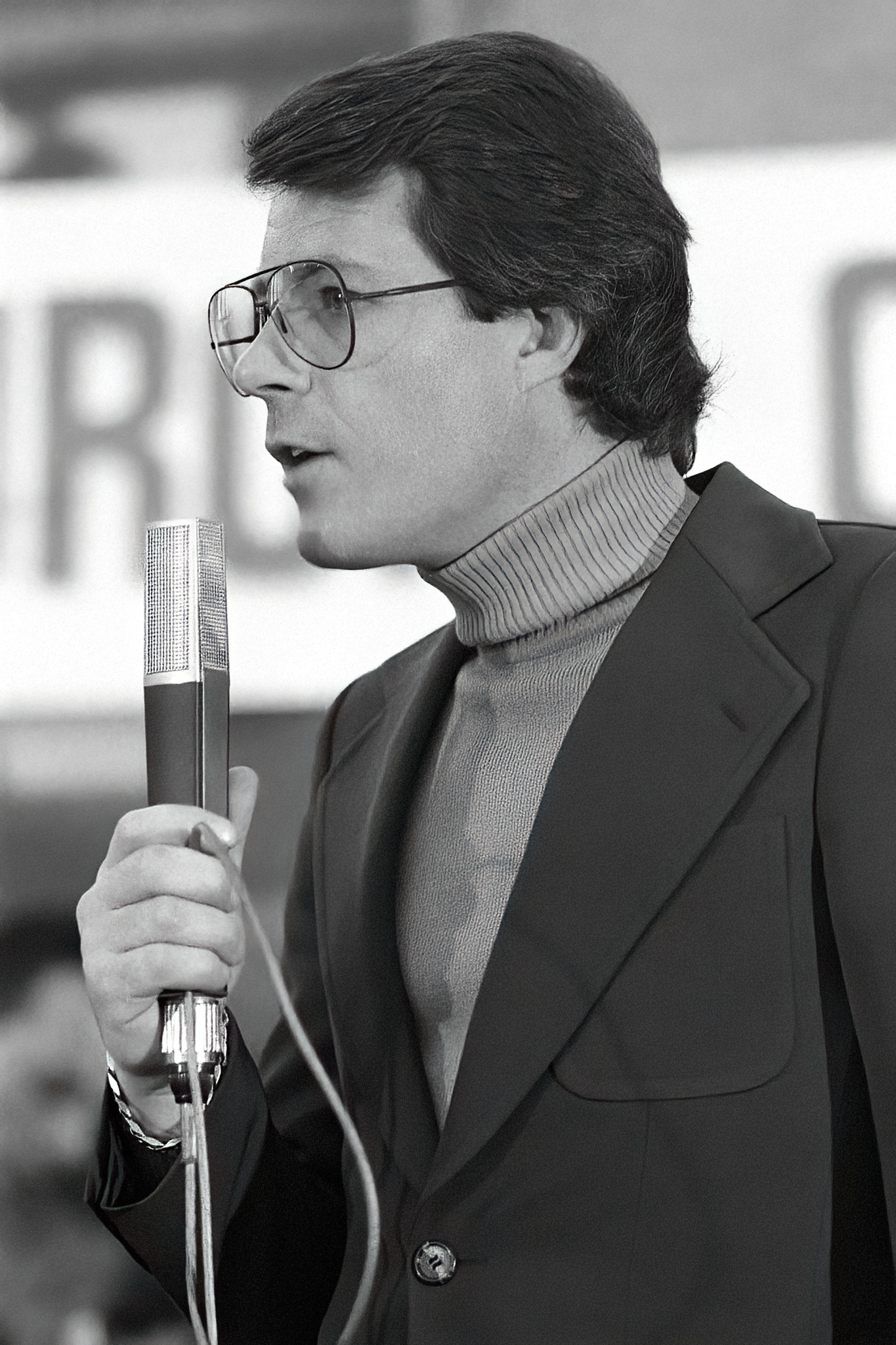
Rainer Braun 1977 als Moderator bei der Jochen-Rindt-Show in Essen

Rainer Braun (* 14. November 1940) ist ein ehemaliger deutscher Sportjournalist, Streckensprecher, Motorsportkommentator und Amateurrennfahrer. Er kommentierte in den 1990er-Jahren Rennen der Deutschen Tourenwagen-Meisterschaft, u. a. auf 3sat.

## Leben
Rainer Braun war nach einer Ausbildung bei Opel im Werk Rüsselsheim von 1965 bis 1973 als Amateurrennfahrer in verschiedenen Rennserien unterwegs. Er fuhr von 1970 bis 1974 in der Formel V für das WRD Racing Team mit einem Kaimann-Rennwagen. Das Team gehörte Eberhard Winkler (* 1938), einem Sohn des Unternehmers Alfred Winkler. Neben dem Hauptfahrer Jochen Mass startete er im Wechsel mit dem Rennfahrer Manfred Jantke im zweiten Rennwagen des Teams.
Rainer Braun schrieb als Journalist für Sport Auto, Motorsport aktuell und Automobilsport. Er kommentierte von 1989 bis 1995 für ZDF und 3sat die Übertragungen der Deutschen Tourenwagen-Meisterschaft (DTM) und die Internationalen Tourenwagen Championship (ITC). Als der Sender die Rechte an VOX verloren hatte, wechselte Braun zum Privatsender RTL, wo er 1996 bis 1998 den STW-Cup kommentierte. Weil RTL-Stammkommentator Heiko Waßer aufgrund einer Erkrankung kurzfristig für den japanischen Grand Prix 1998 in Suzuka ausgefallen war, übernahm Rainer Braun einmalig die Aufgabe des Formel-1-Kommentators. Später kommentierte er u. a. für DSF die V8-Star-Serie oder für Kabel 1 die ADAC GT Masters. 2010 und 2011 fungierte er zudem als Stammexperte in fast allen Ausgaben der Talkshow Unitymedia Speedtalk bzw. SPEED beim Nordrhein-Westfälischen TV-Sender Center.tv. Anschließend beendete er mit 71 Jahren seine TV-Karriere. Ausnahmen bildeten Gastkommentare u. a. bei den Online-Stream Übertragungen der Tourenwagen-Classic.
Seit 2019 ist er Gast im Video-Podcast Alte Schule auf YouTube und erzählt historische Geschichten aus dem Motorsport und untermalt diese mit Fotoaufnahmen aus seinem Archiv.
Braun ist Autor von zehn Buchtiteln. Gemeinsam mit Ferdi Kräling veröffentlichte er 2000 einen Spezialband mit dem Titel Momentaufnahmen – Eine Zeitreise durch 75 Jahre Ford Motorsport in Deutschland. Darüber hinaus publizierte er im Rahmen der Buchreihe Hallo Fahrerlager ein Buch mit dem Titel Hallo Fahrerlager Classic – Nostalgische Geschichten aus der Welt des Automobilsports. In dieser Serie publizierte Braun auch drei weitere Bände (Hallo Fahrerlager 1 bis 3) sowie eine Sammleredition, die beide Bände umfasst (Hallo Fahrerlager Classic – Edition 500). 2022 erschien der fünfte Band der Serie Moments & Memories.
Braun ist verheiratet und hat eine Tochter.

## Veröffentlichungen (Auswahl)
- Hallo Fahrerlager. Moments & Memories.  McKlein Publishing 2022, ISBN 978-3947156474
- Hallo Fahrerlager 2 (mit Gerhard Berger). Adrenalin Verlag 2008, ISBN 978-3940672124